# Hydriomena chiricahuata
Hydriomena chiricahuata är en fjärilsart som beskrevs av Louis W. Swett 1909. Hydriomena chiricahuata ingår i släktet Hydriomena och familjen mätare. Inga underarter finns listade i Catalogue of Life.